# تيرويوكي كاغاوا
تيرويوكي كاغاوا (باليابانية: 香川 照之) هو ممثل ياباني، ولد في 7 ديسمبر 1965 بطوكيو في اليابان.

## الأعمال

### أفلام
- مسار الأفعى (1998)
- حكايات من أراضي البحار (2006)
- طوكيو! (2008)
- طوكيو سوناتا (2008)
- جون رابي (2009)
- من أعلى تلة الخشخاش (2011)
- ون بيس: زد (2012)

### مسلسلات
- هانزاوا ناوكي (2013)

## وصلات خارجية
- تيرويوكي كاغاوا على موقع IMDb (الإنجليزية)
- تيرويوكي كاغاوا على موقع روتن توميتوز (الإنجليزية)
- تيرويوكي كاغاوا على موقع قاعدة بيانات الأفلام العربية
- تيرويوكي كاغاوا على موقع ألو سيني (الفرنسية)
- تيرويوكي كاغاوا على موقع أول موفي (الإنجليزية)
- تيرويوكي كاغاوا على موقع قاعدة بيانات الأفلام السويدية (السويدية)
- تيرويوكي كاغاوا على موقع قاعدة بيانات الفيلم (الإنجليزية)
- تيرويوكي كاغاوا على موقع ليتربوكسد (الإنجليزية)
- تيرويوكي كاغاوا على موقع كينوبويسك (الروسية)
- تيرويوكي كاغاوا على موقع ANN person (الإنجليزية)